# Escala de GRACE
La escala de GRACE o escala GRACE (en inglés Grace Risk Score) es una escala médica basada en evidencias para predecir el riesgo cardiovascular de personas que han sufrido síndrome coronario agudo o enfermedad coronaria.

## Descripción
La escala GRACE permite estimar el pronóstico y mortalidad de una persona con infarto agudo de miocardio y se evalúan las siguientes variables:
- Edad
- Presión arterial sistólica
- Frecuencia cardiaca
- Niveles de creatinina
- Biomarcadores elevados
- Cambios en el segmento ST
- Paro cardiaco al momento de la hospitalización
- Clasificación Killip para falla cardiaca

## Desarrollo de la escala
El Registro global de episodios del síndrome coronario agudo (en inglés Global registry of acute coronary events, GRACE) es un índice internacional obtenido a partir de los datos de pacientes de 123 hospitales en 14 países de América, Europa, Australia y Nueva Zelanda entre 1999 y 2009 con el fin de obtener datos estadísticos derivados del síndrome coronario agudo.
La escala GRACE2 fue ampliada a una muestra de 154 hospitales, sumando a países asiáticos y compendiando una cohorte de 102 341 pacientes.